# Liste von Persönlichkeiten der Stadt Kuopio
Die Liste von Persönlichkeiten der Stadt Kuopio enthält Personen, die in Kuopio geboren wurden, sowie solche, die dort zeitweise gelebt und gewirkt haben, jeweils chronologisch aufgelistet nach dem Geburtsjahr. Die Liste erhebt keinen Anspruch auf Vollständigkeit.

## In Kuopio geborene Persönlichkeiten

### Bis 1900

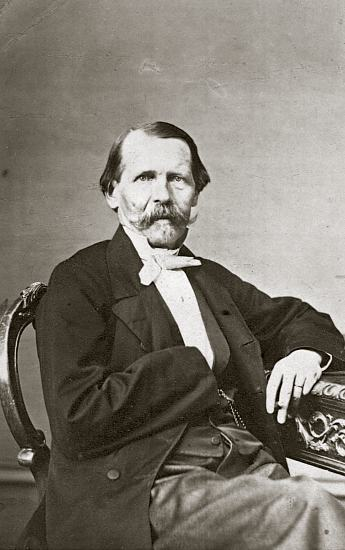
Magnus von Wright

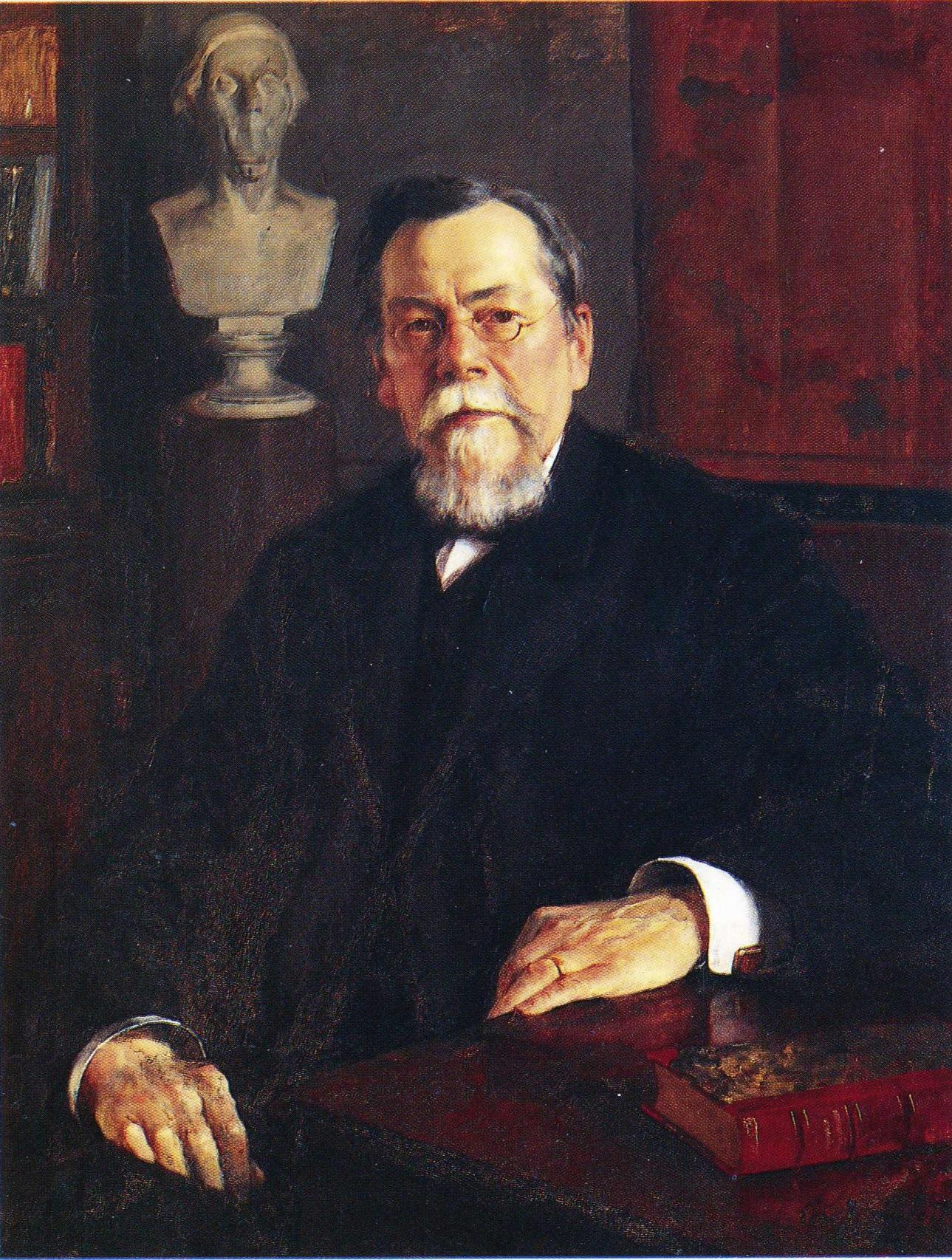
August Ahlqvist

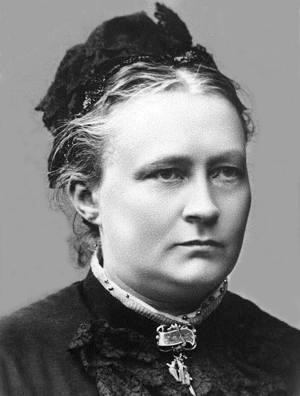
Minna Canth

- Magnus von Wright (1805–1868), Maler und Ornithologe
- Ferdinand von Wright (1822–1906), Maler und Grafiker
- August Ahlqvist (1826–1889), Sprachforscher
- Minna Canth (1844–1897), Schriftstellerin
- Tatu Kolehmainen (1885–1967), Langstreckenläufer[1]
- Ilmari Keinänen (1887–1934), Turner[2]
- Matti Markkanen (1887–1942), Turner[3]
- Einar Sahlstein (1887–1936), Turner[4]
- Hannes Kolehmainen (1889–1966), Langstreckenläufer[5]
- Kalle Kainuvaara (1891–1943), Wasserspringer und Fünfkämpfer[6]
- Ville Kyrönen (1891–1959), Langstrecken- und Crossläufer
- Otto Lasanen (1891–1958), Ringer[7]
- Eino Aukusti Leino (1891–1986), Ringer[8]
- Kurt Martti Wallenius (1893–1984), Offizier

### 1901 bis 1950
- Eino Kuvaja (1906–1975), Offizier und Skisportler
- Martti Uosikkinen (1909–1940), Turner[9]
- Disa Lindberg (1910–1974), Schwimmer[10]
- Kaarlo Anttinen (1915–2005), Reiter, Olympiateilnehmer 1956[11]
- Simo Puupponen (1915–1967), Journalist und Schriftsteller
- Jaakko Hallama (1917–1996), Diplomat und parteiloser Politiker
- Björn Landström (1917–2002), finnlandschwedischer Schriftsteller
- Veijo-Lassi Holopainen (1921–2006), Hockeyspieler, Olympiateilnehmer 1952[12]
- Kauko Paananen (* 1924), Reiter[13]
- Aatto Pietikäinen (1921–1966), Skispringer[14]
- Aarno Ruusuvuori (1925–1992), Architekt[15]
- Matti Pietikäinen (1927–1967), Skispringer[16]
- Niilo Juvonen (1928–1986), Skirennläufer[17]
- Rainer Pelkonen (* 1928), Hürdenläufer[18]
- Pentti Taskinen (1929–1973), Biathlet[19]
- Arto Mansala (* 1941), Diplomat
- Rauno Miettinen (* 1949), Nordischer Kombinierer[20]

### 1951 bis 1980
- Kari Alitalo (* 1952), Molekularbiologe und Krebsforscher
- Pekka Leskinen (* 1954), Eiskunstläufer[21]
- Pirjo Hassinen (* 1957), Schriftstellerin
- Ari-Pekka Heikkinen (* 1957), Fußballspieler, Olympiateilnehmer 1980[22]
- Seppo Häkkinen (* 1958), Bischof
- Jouko Parviainen (* 1958), Nordischer Kombinierer[23]
- Juha Rissanen (* 1958), Fußballspieler[24]
- Kari Ukkonen (* 1961), Fußballspieler
- Risto Laakkonen (* 1967), Skispringer[25]
- Ilpo Väisänen (* 1963), Musiker im Bereich der elektronischen Musik
- Kaarina Hazard (* 1966), Schauspielerin und Autorin
- Tero Turunen (* 1967), Freestyle-Skier[26]
- Tommi Eronen (* 1968), Schauspieler
- Ari-Pekka Nikkola (* 1969), Skispringer und Skisprungtrainer[27]
- Jukka Piirainen (* 1969), Segler[28]
- Janne Leskinen (* 1971), Skirennläufer[29]
- Harri Ylönen (* 1971), Fußballspieler[30]
- Pasi Kuivalainen (* 1972), Eishockeytorwart
- Marko Tuomainen (* 1972), Eishockeyspieler
- Ilpo Kauhanen (* 1973), deutsch-finnischer Eishockeytorwart
- Mika Laitinen (* 1973), Skispringer[31]
- Tommi Miettinen (* 1975), Eishockeyspieler
- Kimmo Timonen (* 1975), Eishockeyspieler[32]
- Janne Väätäinen (* 1975), Skispringer[33]
- Erja Lyytinen (* 1976), Blues-Musikerin
- Oona Parviainen (* 1977), Eishockeyspieler[34]
- Tuula Puputti (* 1977), Eishockeyspieler[35]
- Olli Jokinen (* 1978), Eishockeyspieler[36]
- Kirsi Mykkänen (* 1978), Sprinterin[37]
- Anja Röcke (* 1978), deutsche Soziologin und Hochschullehrerin
- Jussi Utriainen (* 1978), Marathonläufer[38]
- Kalle Kerman (* 1979), Eishockeyspieler
- Jarmo Rissanen (* 1979), Radsportler und Skilangläufer
- Antti Lötjönen (* 1980), Jazzmusiker
- Aki Rissanen (* 1980), Jazzmusiker
- Ilja Venäläinen (* 1980), Fußballspieler
- Jukka Voutilainen (* 1980), Eishockeyspieler[39]

### Ab 1981
- Jaana Lyytikäinen (* 1982), Fußballspielerin
- Jussi Timonen (* 1983), Eishockeyspieler
- Jenni Vartiainen (* 1983), Popsängerin
- H. Olliver Twisted (* 1983), Sänger der Band Reckless Love
- Janne Happonen (* 1984), Skispringer[40]
- Arttu Lappi (* 1984), Skispringer
- Juha-Matti Ruuskanen (* 1984), Skispringer
- Joonas Ikonen (1987–2024), Skispringer
- Juuso Puustinen (* 1988), Eishockeyspieler
- Mika Kauhanen (* 1989), Skispringer
- Teemu Hartikainen (* 1990), Eishockeyspieler
- Perttu Hyvärinen (* 1991), Skilangläufer
- Joni Nissinen (* 1991), Fußballspieler
- Alma (* 1996), Sängerin
- Kasperi Kapanen (* 1996), Eishockeyspieler
- Riina Koskinen (* 1997), Squashspielerin
- Eetu Nousiainen (* 1997), Skispringer
- Roni Peiponen (1997–2022), Fußballspieler
- Eveliina Rouvali (* 1997), Kugelstoßerin
- Ilja Ivanov (* 2003), Volleyballspieler
- Arttu Heikkinen (* 2004), Biathlet

## Personen mit Bezug zu Kuopio
- Minna Canth (1844–1897), Schriftstellerin und Frauenrechtlerin, lebte und starb in Kuopio[41]
- Teuvo Pakkala (1862–1925), Schriftsteller, starb in Kuopio
- Aulis Rytkönen (1929–2014), Fußballspieler, begann seine Fußballlaufbahn in Kuopio
- Sonja Tirkkonen-Condit (* 1940), Übersetzungswissenschaftlerin, lehrt an der Universität in Kuopio
- Paavo Lipponen (* 1941), Politiker, absolvierte seine Gymnasialzeit in Kuopio
- Lasse Lehtinen (* 1947), Politiker, besuchte von 1957 bis 1965 die Schule in Kuopio
- Robert Schediwy (* 1947), Sozialwissenschaftler und Kulturpublizist, lehrte an der Universität in Kuopio
- Zachary Hietala (* 1962), Gitarrist, lebt in Kuopio
- Marco Hietala (* 1966), Gitarrist, lebt in Kuopio
- Sami Kapanen (* 1973), Eishockeyspieler, begann seine Profikarriere in Kuopio[42]